# Mesamia nigridorsum
Mesamia nigridorsum är en insektsart som beskrevs av Ball 1907. Mesamia nigridorsum ingår i släktet Mesamia och familjen dvärgstritar. Inga underarter finns listade i Catalogue of Life.